# Esperilio Bute
 Esperilio Bute (Ibicuy, provincia de Entre Ríos, Argentina; 18 de diciembre de 1931 - 16 de mayo de 2003, Marbella, España) fue un pintor argentino conocido por ser uno de los miembros firmantes del manifiesto Por un Arte Revolucionario de 1958 y fundador del grupo Movimiento Espartaco (1959-1968). 

## Biografía artística
Esperilio Bute militó en la formación hasta enero de 1963 y participó de la exposición de clausura en 1968;p.124
<<Artista cuyas obras manifiestan una fuerte intención social, aclara este aspecto de su plástica: "El pintor de hoy lee los diarios, sabe lo que ocurre a su alrededor y no puede permanecer indiferente. Sin embargo, esto no significa que deba convertirse en un periodista de la pintura. Yo he desterrado la anécdota de mis obras. no me interesa convertirme en un ilustrador de acontecimientos sociales". Al	referirse a la posibilidad de un arte nacional, sostiene: "No puede hacerse pintando gauchos, indios o villas miseria". Y con respecto a su vinculación y posterior alejamiento del grupo Espartaco (de marcada tendencia americanista), manifiesta: "No me alejé por cuestiones ideológicas o estéticas, simplemente por motivos personales". Con ellos expone por primera vez en el Salón de Artes Rioplatense (1959) y cuatro años más tarde realiza su primera exposición individual en la galería Wildenstein>>
<<El grupo quedó reducido por la separación de dos excelentes pintores: Bute, que en sus últimas obras tiende cada vez más a buscar las cualidades pictóricas del cuadro dentro de una figuración muy libre, de visión actual, que lo convierte en adherente a la llamada “nueva figuración”, y Carpani, quien mantiene en forma más ortodoxa los principios plásticos que hemos enunciado como característicos del grupo>> 
<<Bute aparece en dos movimiento simultáneamente que muchos críticos, historiadores, e incluso artistas de la propia década han terminado entendiendo directamente como opuestos>>.
<<Bute se alejó de Espartaco y pasó a firmar un contrato con la toda poderosa Wildenstein co., traicionando de este modo su propio recorrido con el Movimiento Espartaco. Si Carpani tras su expulsión se dedicó a buscar amparo en los sindicatos cegetistas, Esperilio Bute con sus representaciones internacionales en la Bienal de París y su entrada al mercado del arte a través de la Wildenstein se situaba	en los círculos de la burguesía que previamente el mismo había atacado en el manifiesto “Por un arte revolucionario”, no obstante, este giro hacia el mercado del arte, se reconducirá nuevamente hacia la militancia a partir del onganiato de 1966 y la celebración del gran Homenaje a Viet-Nam del que	participó prácticamente toda la vanguardia de Buenos Aires,	y especialmente durante el 68, manteniendo una actividad paralela en las galerías como Wildenstein, o Bonino. Sin embargo,	Bute toma un camino hacia posturas cada vez más radicalizadas	llegando a posturas cercanas al situacionismo y abandonando el ecosistema del arte a partir de la década del  ́70>>  
<<Yo también compartía esa, no sé si bien elegida radicalidad y nos alejamos de la pintura como Bute y otros en ese momento>>

## Formación
Estudió pintura con Emilio Pettoruti y dibujo con Lajos Szalay. Completó sus estudios de grabado en la Ecóle de Montparnasse. 
Pettoruti gran introductor del cubismo en la argentina, reconoce a Bute y a Carpani como alumnos: 
```
  <<Entre mis alumnos figuran Ricardo Saroka, Esperilio Bute, Rodolfo Melé, Mina Gundler, Ricardo Carpani, Lilia Canevaro, Abraham Furer, (...)>> 
[
6
]
```

Sin embargo, durante mucho tiempo Bute reconocía como principal maestro a Lajos Szalay: 
```
  <<reconoce como maestro a Lajos Szalay, aunque piensa que "la pintura no se puede enseñar, porque el pintor, al proyectarse enseñando, puede anular el modo peculiar de expresarse del discípulo; cada modo de decir tiene su técnica propia">>.
[
7
]
```

## Premios y menciones
- 1961 Premio Ver y Estimar (Premio de Honor)
- 1962 Premio Acquarone (Mención)

Bute solo se presentó a sendos premios y en las ocasiones señaladas. El autor nunca más concurrió a ningún otro premio por voluntad propia. 

## Exposiciones Internacionales
- 1961 Museo de Arte de Río de Janeiro en la exposición Arte Argentino Contemporáneo.
- 1963 Es seleccionado para concurrir a la Bienal de París como uno de los tres pintores que representaban a la nación bajo curaduría de G. Kosice. Fue nuevamente seleccionado para la exposición “Arte Argentino Actual” que tuvo lugar en el Museo de Arte Moderno de París.

## Exposiciones con Espartaco
Bute expone en 16 ocasiones y Carpani en 12.  
* 1959
- Primer Salón de Artes Plásticas Rioplatense (Buenos Aires).
- Agrupación de Arte SUR (Avellaneda Bs. As.).
- Circo Teatro Arenas (Buenos Aires).
- Nuevo Teatro (Buenos Aires).

* 1960
- Museo Provincial de Bellas Artes (Tucumán).
- Galería Van Riel, “Velázquez”, (Buenos Aires).
- Galería Witcomb ( Buenos Aires).
- Galería Velázquez (Buenos Aires).

* 1961
- Galería H (Buenos Aires). Auspiciada por el Museo de Arte Moderno de Buenos Aires.
- Universidad de Sur (Bahía Blanca).
- Facultad de Derecho y Ciencias Sociales (Buenos Aires).
- Galería Velázquez (Buenos Aires).

* 1962
- Galería Velázquez (Buenos Aires).
- Galería Van Riel (Buenos Aires).
- Galería Groussac (Buenos Aires).

* 1968
- El Grupo Espartaco decide su disolución y realiza una muestra de despedida en la Galería Witcomb a la que invitan a los excompañeros: Bute, Di Bianco, Carpani, Lara.

## Otras exposiciones colectivas
- 1961 Nuevas Expresiones de la joven pintura argentina de G. Rose Marie de  3-14 noviembre (Florida 433, Buenos Aires). Bute, Centurión, Davidovich, Demirjian, Ducmelic, Fadul, Greco, Ibarra, Krasno, Diz, Machado, Maza, Mazzaglia, Monaco, Molinari Flores, Noboá, Noé, Otero, Pastorelo, Lara, Poloselo, Rasguido, Sánchez, Sessano, Taboas, Towas, Vuono.
- 1962 De los Artistas Plásticos a la Poesía de Rafael Alberti. SAAP, 3 de diciembre (Florida 846, Bs. As.) Alonso, Soldi, Berni, Seoane, Forte, Anadón, seguí, Batlle Planas, Bute, De Vicenzo, Mollari, Nina haberle, Diz, Ferraro, Cañas, Carreño, Sessano, y otros...
- 1962 Pintura Argentina Hoy, Asociación Estímulo de Bellas Artes, Sala Ernesto de la Carcova,  Figuración del 17 al 29 de septiembre de 1962. Alonso, Bute, Cedrón, Sánchez, Sessano, entre otros.
- 1966 Homenaje a Vietnam en la Galería Van Riel más de 200 artistas.
- 1966 ALONSO, BUTE, PLANK.: Galería “Less Tonss” [Exhib.] Bs. As., Del 5 al 20-9-1966.
- 1967 Homenaje a Latinoamérica
- 1968 Homenaje a Latinoamérica SAAP, 3 de octubre, (Florida 846, Bs. As.) Carlos Alonso, Alberto Alonso, Esperilio Bute, Ricardo Carpani, Ignacio Colombres, Juan Carlos Castagnino, Mario Erlich, Nani Capurro, J. Martínez Howard, Pablo Obelar, Alfredo Plank, Carlos Sessano, Juan M. Sánchez, Franco Venturi.[8]
- 1968 Solidaridad por la soberanía, CGT de los Argentinos, Del  9-23 de diciembre. (Alonso, Bute, Carpani, Castagnino, Centurión, Clemen, Colombres, Deira, Demirgian, Duarte, Erlich, Espinosa, Lesca, Molteni, Noé, Nuñez, Obelar, Pereyra, Sánchez, Sessano, Silva, Sobich, Venturi).
- 1969 “Homenaje a Latinoamérica: Villa Quinteros Tucumán 1969”, SAAP. Carlos Alonso, Alberto Alonso, Esperilio Bute, Ricardo Carpani, Ignacio Colombres, Mario Erlich, J. Martínez Howard, Pablo Obelar, Alfredo Plank, Carlos Sessano, Juan M. Sánchez, Franco Venturi, Hugo Pereya.
- 1969 SAAP.: “Malvenido Rockefeller. Exposición de originales para afiches”. Exh. Cat. Bs. As., 30-6-1969.[9]
- 1969 Nueva figuración, Nueva Abstracción. Febrero Sala de la Municipalidad de Necochea (fiesta de las letras) y en marzo en la Galería Van Riel (Florida 639, Bs. As.), Curada por Aldo Pellegrini, convoca a Esperilio Bute, Ernesto Deira, Jorge de la Vega, Jorge Demirjian, Agustín Di Sciascio, Mario Franklin Gurfein, Rómulo Macció, Ricardo Mampaey, Humberto Rivas y Josefina Robirosa.[10]
- 1989 Diferencia y Repetición, Galería Manuela Vilches, (Marbella-España). Bute, Francisco Peinado, Guillermo Pérez-Villalta, Fernando Teixedor, Ángel Taborda, Gordillo, entre otros.

1990 Maestros del Arte Latinoamericano. Museo Itinerante de Arte Contemporáneo del Mercosur. Itimuseum. Curador Jorge Omar Volpe Stessens

## Exposiciones individuales
- 1962 Galería Rose Marie, "BUTE, Dibujos" del 19 al 30 de noviembre, (Florida 433, Bs. As.)
- 1963 Wildenstein, BUTE, octubre-noviembre (Florida 914, Bs. As.)
- 1965 Bute, Wildenstein, Cerámicas, Pinturas y Dibujos, (Cerámicas cocinadas por Amelia Ozaeta).
- 1966 Wildenstein. Desde el 5 de enero. Bute Dibujos y Témperas.
- 1966 Galería Scheinshon,  Bute Témperas y dibujos, 22 de noviembre 5 Dic.
- 1966 NEXO Galería de Arte y Cultura. Pinturas de Esperilio Bute, 28 nov-10 dic., (Viamonte 458 Bs. As.).
- 1967 G. El Taller, BUTE,  "Las Bellas furias de Enrique Molina", 1-16 de diciembre, (Paraguay 414, Bs. As.).
- 1968 G. Espacio, Bute, Paisajes, 12 de agosto (Sarmiento 854).
- 1968 G. Bonino. Bute Tauromaquia. 25 de noviembre al 7 de diciembre.  (Maipú 962.)
- 1969 G. El Taller. Bute, "corto discurso a mis amigos", 18 de agosto.
- 1980 Sala Municipal de Marbella, (España).
- 1986 G. kramer (Florida, Bs. As.).
- 1992 Galería Manuela Vilches  "Bute en Blanco y Negro", (Marbella-España).

## Homenajes y exposiciones póstumas
- 1998 "La Inundación", Galería de arte Volpe Stessen. <<La Galería de Arte Volpe Stessens y los plásticos invitados rinden homenaje a los artistas entrerrianos que en diciembre de 1962 sobre un poema de Manauta editaron una carpeta con serigrafías numeradas del 1 al 200 y diez ejemplares del 1 al x, estos últimos fuera de comercio. Hay una carpeta Nº 0 que contiene todos los originales creados por los artistas mencionados, con el texto del poema manuscrito por el autor, adquirida por el coleccionista entrerriano, señor don Ignacio Acquarone>>.[11]
- 2001 Arte y Política Palace de Glace, Bs. As. Curada o comisariada por A. Giudici
- 2004 Espartaco en la MUNTREF Curada por A. Giudici
- 2010 Espartaco G. Azur (Bs. As.)
- 2013 Espartaco. Obra Gráfica. Biblioteca Nacional Mario Moreno.  (Bs. As. Argentina).
- 2013 Espartaco en la Sala de los pasos perdidos de la Cámara de los Diputados, (Bs. As. Argentina).

## Estilo y etapas
* 1959-1963

<<Asimismo	Bute, como siempre, pone de manifiesto su comunicación personal con la pintura de la cual esta recibe flexibilidad y calor humano, cualidad que no se puede apreciar en los demás>>.
* 1963-1970

<<la Nueva Figuración abarcan un extenso territorio que va desde las deformaciones alucinantes de carácter psicodélico, configuradores de un expresionismo moderno (Deira, Bute, Gurfrein)>>.
* 1970-1979
* 1980-2003

## Museos y colecciones
- Museo Bellas Artes Tres Arroyos:
- Fondo Museos Arte Moderno de Buenos Aires: 2 obras. (óleo paisaje y figura)
- Artistas con la Ciencia C.A.N., (Obra donado por Eduardo Bute Sánchez de Hoyos al Dr. Maroto)
- Colección Bandoni
- Fundación Tres Pinos

## Grabados e ilustraciones
- Movimiento Espartaco: [Bute; Carpani; Di Bianco; Diz; Mollari; Sánchez; Sessano], “Carpeta dibujos I”, Buenos Aires, 1960. Anexo no 28.
- 1962 "La inundación" sobre un poema de Manauta editaron una carpeta con serigrafías artistas entrerianos: Enrique Aguirrezabala, Roberto Aizemberg, Esperilio Bute, Roberto González, Arturo Gustavino, Mario loza.
- 1962 Santa Fe, Mi País -Mateo Booz (Miguel ängel Correa) Prólogo de Luis Gudiño Kramer. Ilustración Tapa: Esperilio Bute
- 1963 M. Espartaco, Cuba, Bute, Diz, Mollari, Sánchez.
- 1966 Monzón Napal, de Enrique Molina Ilustración interior por Bute. Ediciones Sunda.
- 1969 Prosa del transiberiano y de Jehanne de Francia. Ediciones del Mediodía. Interior y contraportada
- 1969 Cartas de una Monja Portuguesa

## Manifiestos
- 1958 Por un arte revolucionario
- 1966 Artistas contra la ESSO
- 1968 Pintores contra la censura
- 1969 Homenaje a Latinoamérica: Villa Quinteros Tucumán